# 船木結
船木結（2002年5月10日—）日本大阪府出身的偶像、曾為早安家族所屬團體ANGERME第六期成員及Country Girls第二期成員，成員代表色為黃綠及黃色（前者為ANGERME代表色、後者為Country Girls代表色）。血型為O型。原定於2020年6月畢業，後因嚴重特殊傳染性肺炎的影響延期至同年12月9日畢業。

## 個人簡歷
- 2013年8月，參加「早安少女組。12期成員『未來少女』選秀會」、與大浦央菜、段原瑠瑠、新沼希空、羽賀朱音、山木梨沙、橫川夢衣一同進入最終審查後落選。
- 2013年9月，以20期生身份加入Hello! Pro研修生。
- 2015年11月5日，與梁川奈奈美以2期生身份宣佈加入Country Girls。
- 2017年6月26日，以6期生身份宣佈移籍ANGERME並且兼任Country Girls。

## 人物介紹
- 特技是小跳步。
- 興趣是按計算機的按鍵。
- 喜歡的顏色是粉紅。
- 喜歡的運動是足球。
- 座右銘是「百折不撓」（研修生時期則為「いつも笑顔（總是帶著笑容）」）。
- 身高為147.7公分。
- 憧憬的前輩為Juice=Juice的宮本佳林。作為目標的前輩則是嗣永桃子。
- 能夠唱出「般若波羅蜜多心經」.
- 曾經說過研修生時期的對手是Juice=Juice的段原瑠瑠。

## 作品

### 配信單曲
- ミンミンロケンロー！／船木結、橫山玲奈（2017年7月28日）

### 書籍
- 身長差悩みあるあるWorld『コンプレックスにサヨウナラ！』 熊井友理奈＆ミニーズ。?（2018年10月15日、オデッセー出版、撮影：天日恵美子）

### 雜誌連載
- UTB+ 結んで開いて! 〜バルーンアーティストへの道〜（2018年 Vol.42 - 、ワニブックス）

### 寫真集
- 梁川奈々美・船木結（カントリー・ガールズ）ミニ写真集『Greeting-Photobook-』（2017年6月3日、オデッセー出版）
- 結 MUSUBU（2017年8月7日、ワニブックス、撮影：中山雅文）
- 結色 MUSUBU16（2018年8月7日、ワニブックス、撮影：今村敏彦）

## 出演

### 電視節目
- テストの花道 ニューベンゼミ（2017年4月 - 2018年3月、NHK Eテレ）
- おはスタ（2017年10月10日 - 2019年3月19日、テレビ東京） - おはガール（星期二助理主持）

### 廣播節目
- HELLO! DRIVE! -ハロドラ-（2017年10月 - 、Radio NEO） - 星期五擔當

### 廣告
- ピザーラ よくばりクォーター「サンサンダンス篇」「お待ちかね篇」（テレビCM、2017年7月15日 - ）

## 相關團體
- Country Girls（2015年－）
- ANGERME（2017年－）
- ハロプロ・オールスターズ（2018年－2019年）

### 企劃團體
- ミニーズ。?（2018年－）

## 外部連結
- 船木結-HelloProject官方網站介紹（ANGERMEVer.）
- 船木結-HelloProject官方網站介紹 （页面存档备份，存于）（Country GirlsVer.）
- ANGERME新成員部落格 （页面存档备份，存于）